# Marc Berthod
Marc Berthod nació el 24 de noviembre de 1981 en Sankt Moritz (Suiza). Es un esquiador que ha ganado 1 medalla en el Campeonato del Mundo (de bronce) y tiene 2 victorias en la Copa del Mundo de Esquí Alpino (con un total de 5 pódiums).

## Resultados

### Juegos Olímpicos de Invierno
- 2006 en Turín, Italia
  - Combinada: 7.º
  - Eslalon: 14.º
  - Eslalon Gigante: 17.º
- 2010 en Vancouver, Canadá
  - Eslalon Gigante: 29.º

### Campeonatos Mundiales
- 2003 en St. Moritz, Suiza
  - Combinada: 25.º
- 2007 en Åre, Suecia
  - Combinada: 3.º
  - Eslalon Gigante: 11.º
- 2009 en Val d'Isère, Francia
  - Eslalon Gigante: 10.º
- 2011 en Garmisch-Partenkirchen, Alemania
  - Eslalon Gigante: 21.º
- 2013 en Schladming, Austria
  - Combinada: 25.º

### Copa del Mundo

#### Clasificación general Copa del Mundo
- 2004-2005: 97.º
- 2005-2006: 71.º
- 2006-2007: 8.º
- 2007-2008: 21.º
- 2008-2009: 62.º
- 2009-2010: 63.º
- 2010-2011: 59.º
- 2011-2012: 106.º
- 2012-2013: 89.º
- 2013-2014: 112.º
- 2014-2015: 122.º

#### Clasificación por disciplinas (Top-10)
- 2006-2007:
  - Combinada: 2.º
  - Eslalon: 6.º
- 2007-2008:
  - Eslalon Gigante: 7.º

#### Victorias en la Copa del Mundo (2)

##### Eslalon Gigante (1)
| Fecha              | Lugar     |
| ------------------ | --------- |
| 5 de enero de 2008 | Adelboden |

##### Eslalon (1)
| Fecha              | Lugar     |
| ------------------ | --------- |
| 7 de enero de 2007 | Adelboden |